# Pristimantis ornatus
Pristimantis ornatus es una especie de anfibio anuro de la familia Craugastoridae.

## Distribución geográfica
Esta especie es endémica de la provincia de Pasco en la región de Pasco en Perú. Se encuentra entre los 2400 y 3000 m sobre el nivel del mar en el lado amazónico de la Cordillera Oriental.

## Publicación original
- Lehr, Lundberg, Aguilar & von May, 2006: New species of Eleutherodactylus (Anura: Leptodactylidae) from the eastern Andes of central Peru with comments on central Peruvian Eleutherodactylus. Herpetological Monographs, vol. 20, p. 105-128.[4]